# Sarah Cardwell
Pour les articles homonymes, voir Cardwell.
Sarah Cardwell, née le 10 octobre 1991 à Melbourne, est une joueuse professionnelle de squash représentant l'Australie. Elle atteint en février 2017 la 41e place mondiale, son meilleur classement.
Sarah Cardwell est la fille de Vicki Cardwell, championne du monde en 1983.